# MG 34
Maschinengewehr 34, viết tắt là MG-34, là một loại súng máy đa chức năng làm mát bằng khí của Đức Quốc xã được thử nghiệm vào năm 1929, giới thiệu vào năm 1934 và được biên chế vào quân đội từ năm 1936. Súng sử dụng loại đạn 7.92x 57mm Mauser, được sản xuất từ năm 1934 đến năm 1945.  Nó đã mang đến một khái niệm mới là súng máy đa chức năng-Einheitsmaschinengewehr, và được coi là súng máy đa chức năng đầu tiên.

## Lịch sử

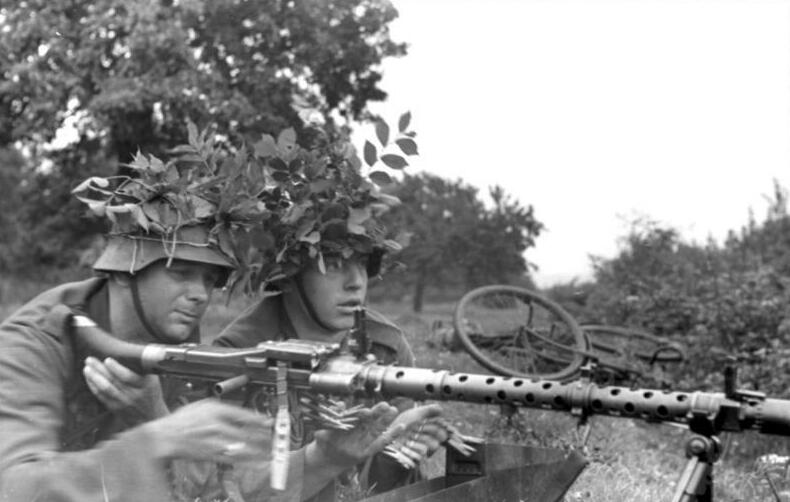
Lính Đức với khẩu MG-34 tại Pháp.

MG 34 được coi là súng máy đa chức năng đầu tiên. Nó có khả năng thực hiện chức năng của cả súng máy hạng nhẹ và súng máy hạng nặng. Nó được thiết kế bởi Heinrich Vollmer, một kĩ sư của Mauser Werke. Vollmer thiết kế ra khẩu súng này dựa theo khẩu MG 30 của Thụy Sĩ. Những thay đổi chủ yếu bao gồm thay đổi cơ chế nạp đạn sang vị trí bên trái của báng súng, và thêm một tấm che quanh nòng. Thay đổi cơ chế hoạt động này nhằm để tăng tốc độ bắn từ 800 - 900 phát/phút.
Súng đã được chấp nhận cho quân đội gần như ngay lập tức và nhận được sự yêu thích của binh sĩ. Nó đã được sử dụng bởi binh lính Đức để chống lại phe Cộng hòa Tây Ban Nha trong cuộc Nội chiến Tây Ban Nha. Cùng vào thời điểm đó, nó cũng được giới thiệu có một số tính năng tiên tiến và là một súng máy đa chức năng được dự định để thay thế súng máy Maschinengewehr 13 và các loại súng máy khác cũ hơn tuy nhiên chúng vẫn tiếp tục được sử dụng trong Chiến tranh thế giới thứ hai khi nhu cầu về súng máy không đáp ứng được nhu cầu chiến tranh. Sau đó, MG 34 được sử dụng như súng máy bộ binh chính trong những năm 1930, trên xe tăng, máy bay và vũ khí phòng thủ. Nó cũng là súng máy tiêu chuẩn của Kriegsmarine (Hải quân Đức Quốc xã).
Tuy nhiên, MG34 khá đắt cả về chế tạo lẫn nguyên vật liệu. Nó tiêu tốn 49 kg thép và việc sản xuất nó cũng khá tốn thời gian. Trong lúc đó, quân đội Đức lại đang mở rộng lực lượng vũ trang. MG 34 sau đó được thay thế bằng MG 42, nhưng do chưa có đủ số lượng của MG 42 để thay thế toàn bộ, nên MG 34 tiếp tục được sử dụng trong tất cả các vai trò ban đầu cho đến khi kết thúc Chiến tranh thế giới thứ hai.

## Đặc điểm
MG-34 có thể sử dụng cả hộp đạn và băng đạn 7.92 mm. Băng đạn cung cấp cơ số đạn là 50 viên, nhưng nó có thể được nối liền với các băng đạn khác để bắn liên tục. Băng đạn 250 viên được sử dụng cho các súng đặt cố định trong các boongke, được nối bằng 5 băng đạn bình thường. 
Giống như hầu hết các khẩu súng máy, nòng của MG-34 được thiết kế để dễ dàng thay thế để tránh quá nóng khi bắn liên tục. Để thay đổi nòng, người sử dụng sẽ chỉ cần mở một chốt giữ và xoay nòng để tháo nòng. Một thao tác tương tự nhưng ở quy trình ngược lại để lắp lại nòng mới vào. Toàn bộ quá trình chỉ mất một vài giây khi nó được thực hiện bởi một người lính được huấn luyện.

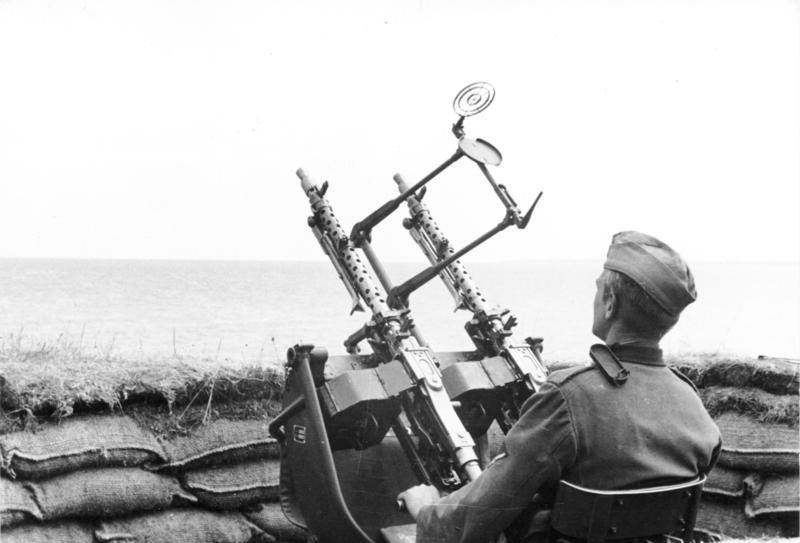
Cặp MG34.

Một tính năng độc đáo của MG 34 là khả năng chuyển chế độ bắn tự động không cần thao tác. Khi xạ thủ bắn nhanh, súng sẽ kích hoạt chế độ bắn tự động; và khi xạ thủ bắn chậm lại, súng sẽ kích hoạt chế độ bán tự động. Mặc dù được coi là sáng tạo vào thời điểm đó, tính năng này đã được loại bỏ do sự phức tạp của nó trên mẫu MG-42.
Trong vai trò súng máy hạng nhẹ, nó được sử dụng với chân đế và nặng 12,1 kg (26,7 lb). Trong vai trò súng máy hạng trung, nó có thể được gắn trên một trong hai giá đỡ ba chân: một loại nhỏ hơn với trọng lượng 6,75 kg (14,88,1 lb), hoặc loại lớn hơn với trọng lượng 23,6 kg (52,0 lb).

## Các biến thể

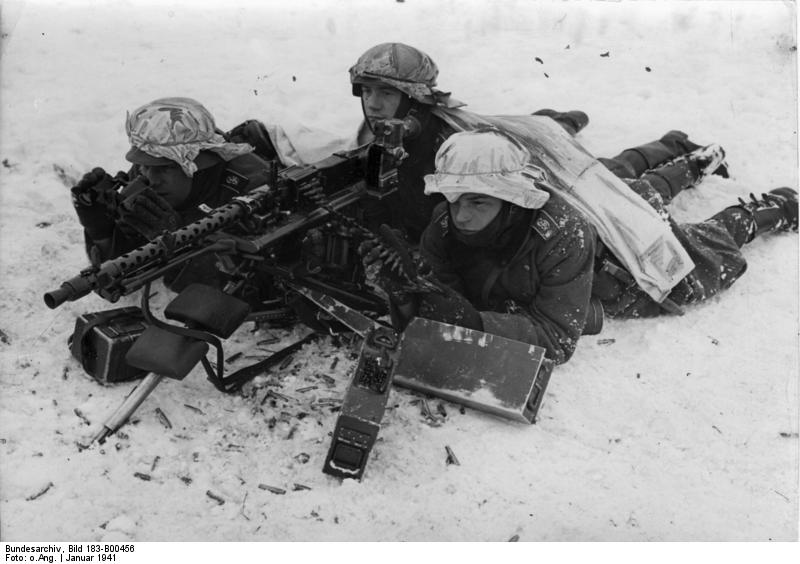
Binh lính của trung đoàn Großdeutschland Đức sử dụng MG-34 trên bệ chống ba chân.

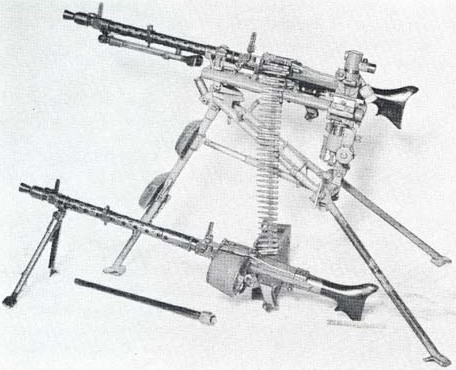
MG-34

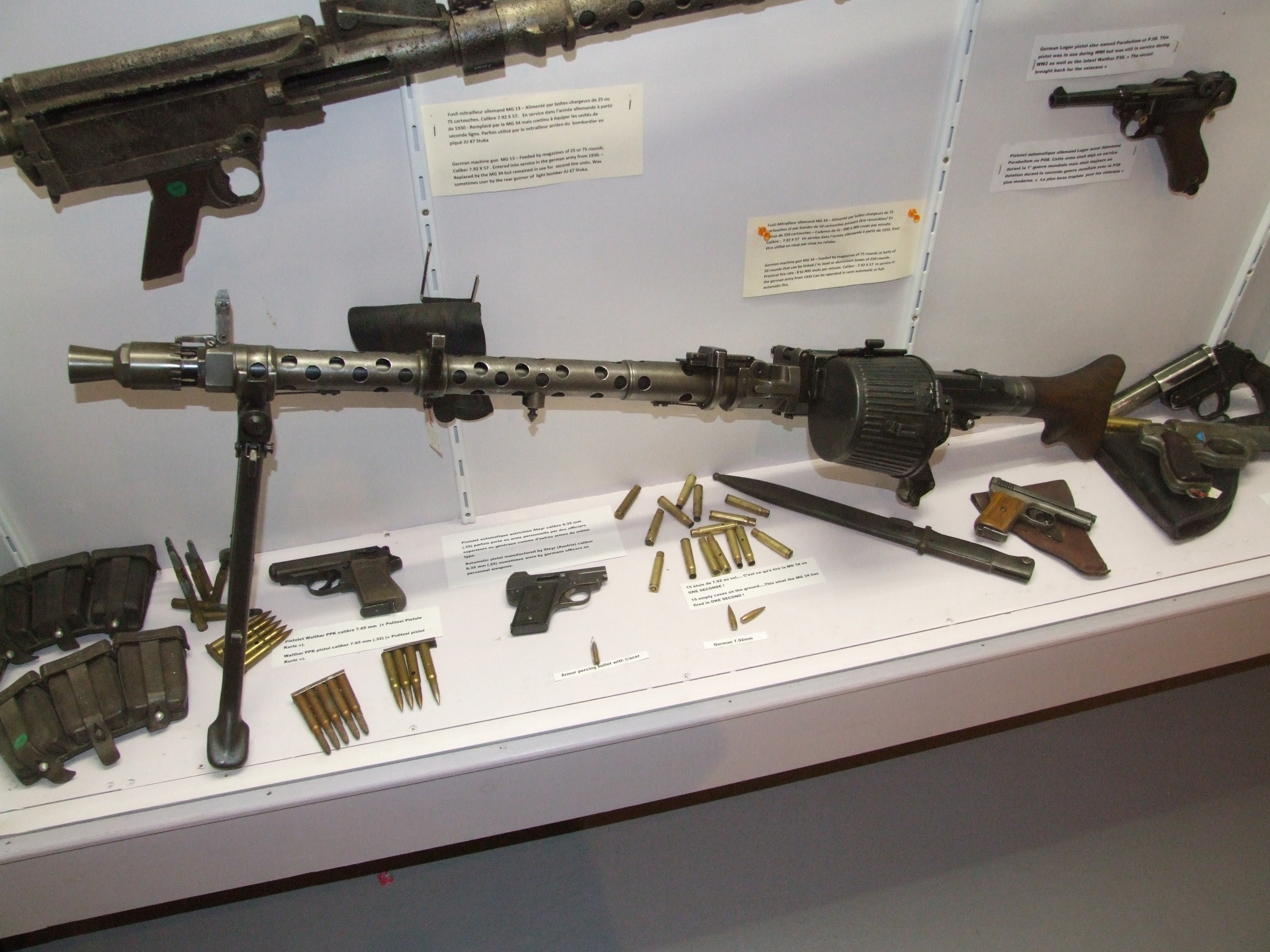
MG-34

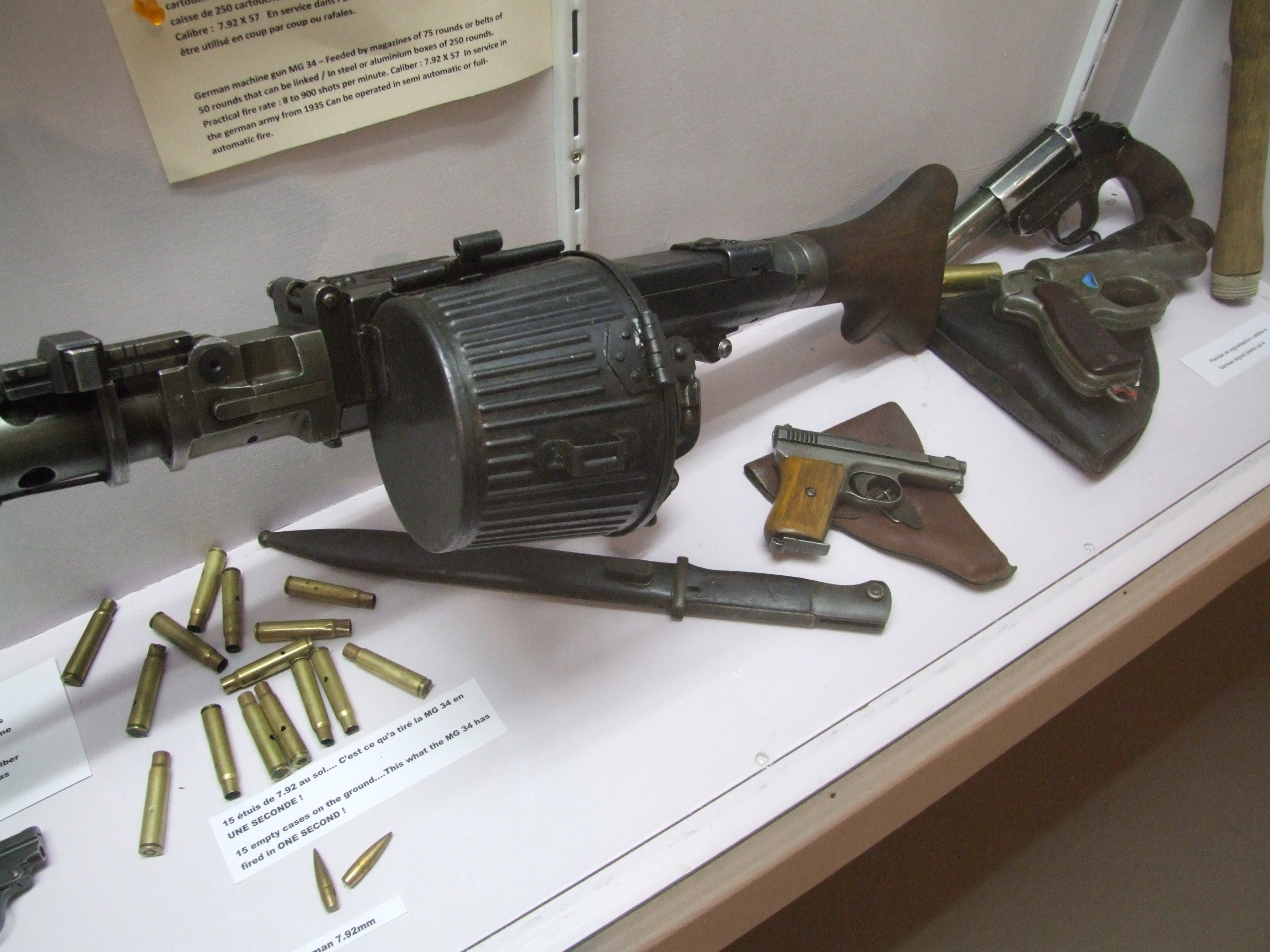
MG-34

### MG-34/41 (MG-34)
MG 34/41 đã đáp ứng yêu cầu trong sự khởi đầu của Chiến tranh thế giới thứ hai khi chứng minh rằng nó có tốc độ bắn cao khiến cho các viên đạn phân tán rộng hơn. MG 34/41 có thể bắn với tốc độ bắn 1200 rpm. Trọng lượng của MG 34/41 là 14 kg, nhẹ hơn phiên bản gốc MG-34. MG34/41 cũng có một số hạn chế. MG 34/41 đã bị đánh bại trong các thử nghiệm bởi MG-39/41, sau đó là MG-42.

### MG-34 Panzerlauf
Hầu hết các xe tăng Đức được sử dụng trong Thế chiến thứ II đã sử dụng MG-34 Panzerlauf như một vũ khí phụ. MG-42 không thích hợp do các phương pháp thay đạn. Sự khác biệt chính của MG-34 Panzerlauf và MG-34 là nòng nặng hơn, gần như hoàn toàn không có các lỗ thông gió của MG-34 cơ bản. Khi được gắn bên trong một chiếc xe tăng, MG-34 cũng thiếu báng. Bộ phụ kiện để chuyển đổi nhanh được tiến hành bên trong thùng chứa báng và chân đế, kết hợp với lắp ráp tâm ngắm phía trước.

### MG-81
MG-34 cũng được sửa đổi như một khẩu súng máy gắn trên máy bay. Đối với vai trò này, khóa nòng đã được sửa đổi đôi chút để cho phép lấy đạn lên từ cả hai phía, và trong một phiên bản, hai khẩu súng đã được gắn với nhau để tạo thành một vũ khí được gọi là MG 81Z (Zwilling). Khi Không quân Đức bị thất bại trong cuộc chiến giành ưu thế trên không, MG-15 và MG-81, được thiết kế như là súng máy gắn trên máy bay, đã được sửa đổi và thích nghi cho việc sử dụng của bộ binh.

## Sử dụng
- Algeria: Được cung cấp bởi Tiệp Khắc.[13]
- Australia:Thu giữ từ Đức Quốc xã.[14]
- Biafra: Được cung cấp bởi Tiệp Khắc.[15]
- Bulgaria: Được cung cấp bởi Đức Quốc xã.[16]
- Đức Quốc xã
- Liên Xô : Tịch thu từ Đức quốc xã trong Thế chiến 2
- Tiệp Khắc : Chế tạo tại nhà máy Zbrojovka Brno trong và sau chiến tranh.[17]
- Đông Đức : Được dùng sau chiến tranh, gắn trên xe bọc thép SK-1
- Na Uy : Được sửa đổi lần đầu là MG34F1 dùng đạn .30-06 Springfield (7,62×63mm) và cuối cùng là MG34F2 dùng đạn 7,62×51mm NATO, dùng đến giữa những năm 1990 bởi Heimevernet (lực lượng Vệ binh Quốc gia Na Uy).
- Guatemala : Nhận 1000 khẩu từ Tiệp Khắc vào năm 1954.[18]
- Israel : Do Tiệp Khắc cung cấp.[19]
- Nhà nước Độc lập Croatia[20]
- Vương quốc Hungary[21]
- Cộng hòa Dân chủ Nhân dân Triều Tiên : Dùng trong chiến tranh Triều Tiên
- Lào: Được Tiệp Khắc và Việt Nam cung cấp.
- Việt Nam : Nhận từ Tiệp Khắc và Liên Xô.[22]
- Palestinian Fedayeen[23]
- Cuba[13]
- Pháp[13]
- România[24]
- Hy Lạp[25]
- Syria : Do Tiệp Khắc cung cấp.{sfn|McNab|2012|p=69}}
- United Kingdom: Thu được từ chiến lợi phẩm.[26][27]
- Trung Quốc[17]
- Trung Hoa Dân Quốc[17]
- Quân nổi dậy Nam Tư[28][29]